# ایسولا دل گران ساسو دیتالیا
ایسولا دل گران ساسو دیتالیا (به ایتالیایی: Isola del Gran Sasso d'Italia) یک کومونه در ایتالیا است که در استان تیرامو واقع شده‌است.

## خصوصیات
ایسولا دل گران ساسو دیتالیا ۸۳ کیلومتر مربع مساحت و ۴٬۹۶۱ نفر جمعیت دارد و ۴۹۸ متر بالاتر از سطح دریا واقع شده‌است.